# Panionie
Panionie (en grec ancien Πανιωνία) est une ville antique située près d’Éphèse à peu de distance du promontoire de Mycale, en Turquie actuelle, sur la côte ionienne. On prétend que les Sept sages de Grèce s’assemblèrent à Panionie. C'est un canton consacré à Poséidon.

## Notice géographique
Le nom est également donné à la région qui entoure la ville. À proximité de Panionie se trouvait un bois sacré, rendez-vous général de toutes les villes d'Ionie, qui y célébraient un sacrifice commun, d’où son nom de « Panionie »

## Sources antiques
- Diogène Laërce, Vies, doctrines et sentences des philosophes illustres [détail des éditions] (lire en ligne) (Livre I)
- Pline l'Ancien, Histoire naturelle [détail des éditions] [lire en ligne] V, XXXI (3).